# Double Helix Games
Double Helix Games es una empresa desarrolladora de videojuegos estadounidense con sede en Irvine, California. Fundada en el 2007 a través de la fusión de dos empresas "Foundation 9 Entertainment" y "The Collective". El primer lanzamiento de este estudio fue Silent Hill: Homecoming para PlayStation 3 y Xbox 360.

## Historia
Double Helix Games fue formada en el 2007. Double Helix Games tiene la experiencia de más de 20 años debido a su fusión entre las empresas "Foundation 9 Entertainment" y "The Collective". Double Helix Games afirma en su página web que es un desarrollador para todas las principales consolas y que han trabajado en numerosas obras notables, tales como: Star Wars, The Matrix, Indiana Jones y Buffy the Vampire Slayer.
Double Helix games fue comprado el 5 de febrero de 2014 por Amazon.

## Juegos
| Nombre                                | Plataforma (s)                                                                      | Lanzamiento |
| ------------------------------------- | ----------------------------------------------------------------------------------- | ----------- |
| Green Lantern: Rise of the Manhunters | PlayStation 3 / Wii / Xbox 360                                                      | 2011        |
| Front Mission Evolved                 | PlayStation 3 / Windows / Xbox 360                                                  | 2010        |
| G.I. Joe: The Rise of Cobra           | Nintendo DS / PlayStation 2 / PlayStation 3 / PlayStation Portable / Wii / Xbox 360 | 2009        |
| Silent Hill: Homecoming               | PlayStation 3 / Windows / Xbox 360                                                  | 2008        |
| Killer Instinct                       | Xbox One                                                                            | 2013        |

## Lista de Referencias
1. ↑  Ng, Keane (29 de mayo de 2009). «Square-Enix Announces New Front Mission, Nier». EscapistMagazine.com. Archivado desde el original el 8 de junio de 2009. Consultado el 3 de junio de 2009.
2. ↑  https://web.archive.org/web/20130613041905/http://www.doublehelixgames.com/killer-instinct-announced-for-xbox-one/